# Meat Is Murder
Meat Is Murder è il secondo album in studio della band inglese The Smiths. L'edizione originale uscita in Regno Unito aveva 9 tracce: dalle successive riedizioni è stata aggiunta la canzone How Soon Is Now? alla sesta posizione.
Pubblicato l'11 febbraio 1985 dalla Rough Trade Records, il disco raggiunse la prima posizione nella chart degli album più venduti in Inghilterra, rimanendo in classifica per 13 settimane.

## Realizzazione
Delusi dal risultato della produzione dell'album di debutto, Morrissey e Marr decidono per una produzione in proprio del nuovo album, assistiti solo da Stephen Street come ingegnere del suono, in uno dei suoi primi incarichi con la band. "Li avevo visti solo poco prima a Top Of The Pops fare This Charming Man" ricorda Street "e come la maggior parte degli addetti al lavoro, in quel periodo, ero davvero eccitato da loro. Il mio entusiasmo deve aver contagiato Morrissey e Marr, perché vollero sapere il mio nome e il mio numero di telefono".
Secondo Morrissey "L'idea era quella di controllare totalmente e senza un produttore tutta la lavorazione" Ufficialmente, in realtà, la produzione del disco è accreditata a The Smiths, ma l'apporto degli altri due componenti, Rourke e Joyce, è limitato ai livelli sonori e al missaggio dei propri strumenti.
A livello di contenuti, Morrissey introduce delle posizioni politiche più nette ed impegnate in Meat Is Murder, rispetto al disco precedente, a cominciare dal titolo apertamente pro-vegetariano, alla denuncia dei metodi di insegnamento scolastico in The Headmaster Ritual, fino alle invettive verso i suoi obiettivi di sempre: l'amministrazione thatcheriana e la monarchia inglese.
"Non ho davvero nessuna intenzione di essere frainteso con le parole di questo disco." dichiarò il cantante al Melody Maker "Un sacco di gente ha scritto, riguardo al primo album, dicendo cose che erano molto poetiche ed interessanti ma assolutamente imprecise".
Musicalmente, invece, la band si avventura su percorsi mai battuti prima, con scelte stilistiche più accentuate tra un pezzo e l'altro grazie anche ad una maggiore varietà di scelte sonore, dai riff chitarristici rockabilly di Marr in Rusholme Ruffians, fino al suono funk del basso di Rourke in Barbarism Begins at Home. La critica e il pubblico manifestarono un apprezzamento crescente verso il gruppo che sembrava ormai aver raggiunto una consacrazione internazionale definitiva.

## Contenuto

### The Headmaster Ritual
"Ho frequentato una scuola che alla fine ha ottenuto l'attenzione generale per essere la scuola più brutale del paese per punizioni capitali... Era davvero una scuola assurda, frequentata da ragazzi della classe operaia e la sola cosa che potevi fare erano lavori in legno. Naturalmente quando lasciavi la scuola andavi a lavorare in qualche fabbrica o giù di lì. Non c'era possibilità di parlare bene o di leggere libri. Ricordo una volta in cui agli allievi fu chiesto di scrivere del proprio libro preferito ed io scrissi del dizionario. Ricordo di essere stato quasi espulso per essere stato così perverso e ribelle. Era proprio quel tipo di scuola!" (Morrissey intervistato su Channel 4, 1984)
Un testo con chiari riferimenti autobiografici che affronta, senza compromessi, il tema della violenza nei confronti dei giovani e la brutalità istituzionale delle scuole di Manchester. Morrissey racconta le sue esperienze alla St.Mary, scuola secondaria della periferia di Manchester, verso la metà degli anni '70, dove "Se facevi cadere una matita, venivi picchiato a sangue" e dove c'era "un clima molto aggressivo, come se l'unica attività degli insegnanti fosse quella di frustare gli allievi, cosa in cui riuscivano da esperti. Disinteresse totale per gli alunni. È stato orribile. Una scuola secondaria moderna, senza strutture, senza libri, il tipo di scuola in cui un libro doveva essere condiviso da 79 alunni." (Morrissey intervistato da Melody Maker, 1984)

### Rusholme Ruffians
Rusholme è una malfamata zona di Manchester e Morrissey la sceglie come luogo per raccontare una storia di violenza e miseria della classe operaia inglese negli anni '60, argomento che spesso tornerà anche nelle sue liriche successive: "Negli anni Sessanta (Manchester, ndr) era un posto molto violento. Ricordo che ero ad una fiera a Stretford Road: era presto, le 5 del mattino, e me ne stavo vicino alla pista dell'autoscontro. Qualcuno mi venne addosso e mi diede una testata. Era molto più grande di me e anche molto più grosso. Rimasi stordito per almeno 5 minuti. Quello che trovo assurdo è il modo in cui si accettavano queste cose. Era proprio il tipo di cose che accadevano. Non credo che fosse perché io apparivo diverso all'epoca. Non c'era mai bisogno di una ragione vera." (Morrissey intervistato da The Observer, 1992)
Il testo prende spunto da Fourteen Again, brano di Victoria Woods, attrice e cantante britannica da cui Morrissey attinge l'idea della visita alla fiera cittadina (This is the last night of the fair) trasformandola poi in versione tragicomica (A boy is stabbed / And his money is grabbed / And the air hangs heavy like a dulling wine / Then someone falls in love / And someone's beaten up).
Musicalmente, invece, la fonte di ispirazione è una hit di Elvis Presley del 1961, (Marie's the Name) His Latest Flame, (scritta da Doc Pomus e Mort Shuman). La citazione venne poi resa nota quando dal vivo, sull'album Rank, gli Smiths eseguirono un medley di quella canzone con (appunto) Rusholme Ruffians.

### I Want the One I Can't Have
Brano che descrive il sentimento di insoddisfazione nella vita delle persone (Cause I want the one I can't have / And it's driving me mad / It's all over, all over my face), storie di disagio, disperazione, criminalità giovanile (a tough kid / He killed a policeman when he was thirteen), povertà che si scontrano con le aspettative e i desideri della classe operaia inglese (a double bed and a stalwart lover), ma sempre narrati con il tocco magico dell'ironia (On the day that your mentality / Decides to try to catch up with your biology / Come 'round!).
Il verso The riches of the poor è preso in prestito da English Eccentrics ("Health, Health, the blessing of the Rich, the Riches of the Poor") della poetessa e saggista inglese Edith Sitwell: "È venuta fuori dalla sensazione che avevo che, per banale che possa sembrare: quando le persone decidono di sposarsi e prendono un appartamento - non ancora la propria casa, da notare - la cosa più importante è quella di prendere un letto matrimoniale. Come se fosse l'oggetto da esposizione; la cucina, i fornelli, tutto il resto veniva dopo. Nella vita di molte persone della classe operaia l'unico momento in cui si sentono al centro dell'attenzione è quello del giorno del matrimonio. Sposarsi è ancora il grande evento nella loro vita. È il giorno in cui si sentono assolutamente speciali." (Morrissey intervistato da NME, 1984)
Il passaggio A tough kid who sometimes swallows nails è un riferimento alla descrizione di James Dean da parte del regista Howard Sachler ("tough kid who sometimes sleeps on nails").

### What She Said
"Questa canzone è un ritratto semi-beffardo di una intellettuale traumatizzata con visioni romantiche sul suicidio, che riceve un brusco risveglio da un ragazzo tatuato di Birkenhead".
Molti riferimenti del testo (che infatti compaiono virgolettati) sono tratti dal racconto del 1945 By Grand Central Station I Sat Down And Wept dell'autrice canadese Elizabeth Smart (What she said / "I smoke 'cause I'm hoping for an early death / And I need to cling to something!" o anche What she said / "How come someone hasn't noticed that I'm dead / And decided to bury me? / God knows I'm ready.."). Il racconto della Smart descrive la lunga storia d'amore della scrittrice con il poeta inglese George Barker.

### That Joke Isn't Funny Anymore
Questo brano, pubblicato anche come singolo, l'unico tratto dall'album, parla di soprusi e degli effetti che certe vessazioni producono sulla psicologia delle persone (When you laugh about people who feel so very lonely / their only desire is to die). Pare che il testo sia riferito ad un giornalista britannico col quale Morrissey avrebbe avuto una relazione amorosa e che, secondo Dave Simpson, reporter di Uncut Magazine, si rifiutava fermamente fino ad allora (agosto 1988) di rivolgere la parola al frontman.
Il verso I've watched this happen in other people's lives and now it's happened in ours è una citazione tratta dal film Alice Adams diretto da George Stevens nel 1935, che racconta la storia di due donne e della loro modesta condizione sociale, in una piccola città americana.

### Nowhere Fast
"Per me c'è qualcosa di drammaticamente orribile in una persona che riesce a portare un vestito di 6.000 sterline quando nello stesso momento c'è gente che non può permettersi di comprarsi da mangiare. Quando la regina mette quel vestito il messaggio che sta mandando alla nazione è Io sono la maestà eccezionalmente dotata e voi siete degli zotici piagnucoloni. La stessa idea che le persone si interessino ai fatti relativi a questo vestito è un insulto enorme a tutta la razza umana." (Morrissey intervistato da Time Out, 1985)
I'd like to drop my trousers to the Queen / Every sensible child will know what this means. La critica contro la monarchia inglese è un tema caro al cantante (ripreso anche in altri successivi testi) e motivo di disperazione che, in questo testo, lo riduce ad una vita vuota e solitaria, con la metafora di un treno che passa e che vorrebbe prendere per fuggire da un posto senza emozioni e in cui Each household appliance / Is like a new science in my town
Il titolo (Nowhere fast letteralmente "velocemente da nessuna parte", senza concludere nulla, senza progressi) è tratto dal secondo romanzo della scrittrice e drammaturga inglese Shelagh Delaney, The Lion In Love vera musa ispiratrice di molti testi di Morrissey.

### Well I Wonder
Il tema dominante del testo è sempre la disperazione e la solitudine che, in questo brano, è nei confronti di un amore cercato, ma solo accennato ed appena sfiorato e con la persona amata che neanche si accorge dell'esistenza del protagonista e dei suoi sguardi (Do you hear me when you sleep? / Do you see me when we pass?)
Anche qui, come in What she said, ci sono citazioni tratte dal racconto By Grand Central Station I Sat Down And Wept della scrittrice Elizabeth Smart (the fierce last stand of all I have o anche lies gasping, but still living e soprattutto la rima finale del racconto do you hear me where you sleep?).
Il brano venne pubblicato come b-side del singolo How Soon Is Now?, ma non fu mai eseguito dal vivo.

### Barbarism Begins at Home
Già dal titolo, Morrissey ritorna, in questa canzone, ad affrontare il tema della brutalità verso i bambini ma, mentre in The Headmaster Ritual il riferimento è a quella scolastica, in questo testo si parla di violenze domestiche, la casa, la famiglia. "Non proviene dalla mia esperienza personale veramente. È stato semplicemente un altro riconoscimento del fatto che il solo canale di comunicazione aperto per un sacco di genitori è la violenza." (Morrissey intervistato da NME, 1985)
La canzone contiene un altro riferimento al racconto A Taste Of Honey di Shelagh Delaney (You want taking in hand). Il brano venne presentato live per la prima volta nel dicembre 1983 all'Electric Ballroom di Londra e fu spesso usata come bis per la sua lunga durata, anche fino a 15 minuti.

### Meat Is Murder
La title track dell'album è un inno per i vegetariani di tutto il mondo che percorre il melodrammatico confine tra impatto e farsa: gli effetti alieni sulla voce di Morrissey, i lamenti animali di mucche e pecore, i rumori di uccelli. "È una dichiarazione diretta. Di tutti i possibili temi politici esaminati, le persone sono ancora vagamente preoccupate circa il trattamento degli animali. Sembrano ancora credere che la carne è una sostanza particolare non collegata direttamente agli animali che girano in quel campo laggiù. La gente non si rende conto di quanto orribilmente e spaventosamente l'animale arriva al piatto."

## Copertina
La copertina ritrae un'immagine di un soldato tratta dal documentario di Emile de Antonio In the Year of the Pig, del 1968. La scritta sull'elmetto del soldato (ovvero il titolo del disco, Meat Is Murder) è stata modificata dal gruppo. La dicitura riportata nella foto originale, infatti, era Make War Not Love. La foto è ripetuta quattro volte sulla copertina del vinile ed una sola volta su quella di cd e cassette. Sui due lati del vinile sono incise le frasi: ILLNESS AS ART / DOING THE WYTHENSHAWE WALTZ. Wythenshawe è il sobborgo di Manchester dove Johnny Marr è cresciuto.
"E il nesso (tra il soldato in copertina e Meat is Murder, ndr) che sento a proposito dei gruppi animalisti che drammaticamente non fanno alcun progresso perché la maggior parte dei loro metodi sono molto pacifici, escludendo una o due cose. Mi sembra che quando qualcuno tenta di cambiare le cose in maniera pacifica, in realtà sta solo perdendo il suo tempo. E mi sembra che ora come ora, l'immagine della copertina dell'album illustra, spero, l'unico modo che possiamo usare per sbarazzarci di cose come l'industria della carne, o come le armi nucleari, ed è davvero quello di dare alle persone un assaggio della loro stessa medicina." (Morrissey intervistato da Melody Maker, 1985)

## Tracce
1. The Headmaster Ritual – 4:52
2. Rusholme Ruffians – 4:20
3. I Want the One I Can't Have – 3:14
4. What She Said – 2:42
5. That Joke Isn't Funny Anymore – 4:59
6. Nowhere Fast – 2:37
7. Well I Wonder – 4:00
8. Barbarism Begins at Home – 6:57
9. Meat Is Murder – 6:06

Tutte le tracce sono scritte da Morrissey/Marr.

## Formazione
- Morrissey – voce
- Johnny Marr – chitarra, pianoforte
- Andy Rourke – basso
- Mike Joyce – batteria